# کرتنمایده
کرتنمایده (به لاتین: Kerteminde) یک منطقهٔ مسکونی در دانمارک است که در کرتنمایده واقع شده‌است. کرتنمایده ۳٫۴۲ کیلومتر مربع مساحت و ۵٬۹۸۷ نفر جمعیت دارد.